# Dean Starkey
Dean Starkey (Park Ridge, 27 marzo 1967) è un ex astista statunitense.

## Palmarès

### Mondiali
- 1 medaglia:
  - 1 bronzo (Atene 1997 nel salto con l'asta)